# Piede diabetico

Ulcera diabetica di origine neuropatica sul versante plantare del calcagno destro

Un piede diabetico è un piede che presenta i sintomi del diabete mellito o di una sua qualsiasi complicazione a lungo termine (o "cronica"). Le patologie che più spesso compromettono la funzione o la struttura del piede sono la neuropatia diabetica (in tal caso si parla di piede neuropatico) e l'arteriopatia (si parla di piede ischemico).

## Gradi di rischio
L'interesse ad avere una classificazione clinica delle fasi del piede diabetico risponde alla necessità di avere dei protocolli di trattamento comuni per stabilire un valore predittivo in termini di guarigione dell'ulcera. La classificazione di Wagner (Meggitt/Wagner) è basata su tre parametri: la profondità dell'ulcera, il grado di infezione e l'estensione della necrosi.
- Grado 0: Nessuna lesione, piede senza rischio
- Grado 1: Ulcera superficiale
- Grado 2: Ulcera complicata
- Grado 3: Ulcera profondamente complicata
- Grado 4: Gangrena localizzata
- Grado 5: Gangrena dell'intero piede

## Sintomatologia
- dolore
- formicolio
- alterazione della sensibilità (in particolar modo nella zona esterna del piede)

## Diagnosi
La diagnosi non si basa solo sull'evidenza sintomatologica, e può essere effettuata con strumenti non invasivi. La sensibilità tattile può essere valutata premendo sul piede con un filo di nylon di un diametro predeterminato (monofilamento di Semmes-Weinstein). La sensibilità vibratoria viene testata facendo riconoscere al paziente le vibrazioni di un diapason.

## Terapia
Nel caso dell'ulcera neuropatica plantare, il paziente deve indossare degli appositi scarponi o particolari tipi di gesso (come il total contact cast). La maggior parte di tali pazienti riesce a guarire, in questo modo, in circa 6-8 settimane.
Il trattamento per il piede ischemico è invece più complicato, poiché il paziente necessita di interventi di rivascolarizzazione, mediante by-pass o angioplastiche, a seconda della gravità dell'arteriopatia.